# Cerastium regelii
Cerastium regelii — вид трав'янистих рослин родини гвоздичні (Caryophyllaceae), поширений у Північній Європі й на півночі Північної Америки.

## Опис
Це багаторічні поодинокі трави, що формують щільні, напівсферичні купини, з тонкими блідими кореневища розгалуження на рівні або нижче рівня землі. Квіткові стебла, коли вони присутні, висхідні або прямостійні від купин, до 5–10 см, до 20 см у витких рослин. Уся рослина безволоса, окрім квіткових стебел, де стебла, листки, квітконіжки й підстави чашок запушені 0.3–1 мм завдовжки, колінчастими, напівпрозорими волосками. Листки сидячі; пластини округлі чи оберненояйцевиді чи яйцевиді, або еліптичні або широко ланцетні, 3–9 × 2–6 мм, соковиті, верхівки від дещо гострих до тупих, яскраво-зелені або червонуваті, безволосі або з рідкісним запушенням, волоски довгі, безбарвні.
Суцвіття прямостійні, нещільні, 1–5(11)-квіті; приквітки від еліптичних до ланцетних. Квітконіжки, як правило, прямі, 1–10(30) мм, коротше чашолистків. Квіти: чашолистки часто пурпурні, широко еліптичні, 4–6 мм, поля широкі, верхівки круглі, тупі, рідко запушені, волоски безбарвні, довгі; пелюстки оберненояйцевиді, 4–8 мм, у 1.5–2 рази довші за чашолистки; тичинок 10. Капсули циліндричні, злегка зігнуті, 6–12 мм, у 1–2 рази довше чашолистків. Насіння темно-коричневе, 1 мм діаметром.

## Поширення
Північна Америка (Ґренландія, Канада, Аляска — США); Європа (Норвегія [вкл. Шпіцберген], Росія); Азія (Росія).
Населяє високоарктичну тундру й низько арктичну тайгу, часто вологі або такі місця, де росте мох.